# دانشگاه کارولینای شمالی اشویل
دانشگاه کارولینای شمالی اشویل (UNC Asheville، UNCA، یا به سادگی اشویل) یک دانشگاه عمومی علوم مقدماتی در اشویل، کارولینای شمالی، ایالات متحده است. دانشگاه اشویل تنها مؤسسه علوم مقدماتی در سیستم دانشگاه کارولینای شمالی است. این دانشگاه یکی از اعضای شورای کالج‌های هنرهای لیبرال عمومی است.

## تاریخچه
در سال ۱۹۳۰ این مؤسسه با کالج شهر اشویل (تأسیس در سال ۱۹۲۸) ادغام شد و کالج بیلتمور جونیور را تشکیل داد. در سال ۱۹۳۴ کالج به کالج بیلتمور تغییر نام داد و تحت کنترل هیئت امناء قرار گرفت. در سال ۱۹۳۶ مجدداً به کالج اشویل-بیلتمور تغییر نام داد. خانه فرد لورینگ سیلی در سال ۱۹۴۹ بخشی از کالج اشویل-بیلتمور شد. این خانه که دیگر بخشی از کالج نیست، در سال ۱۹۸۰ به ثبت ملی اماکن تاریخی رسید.